# Hybodus
Genre
Hybodus est un genre éteint de poisson cartilagineux fossile. Hybodus est connu du Permien jusqu'à la fin du Crétacé, environ entre 295 et 66 Ma (millions d'années). Les différentes espèces du genre ont prospéré pendant le Trias, le Jurassique et le Crétacé.

## Description

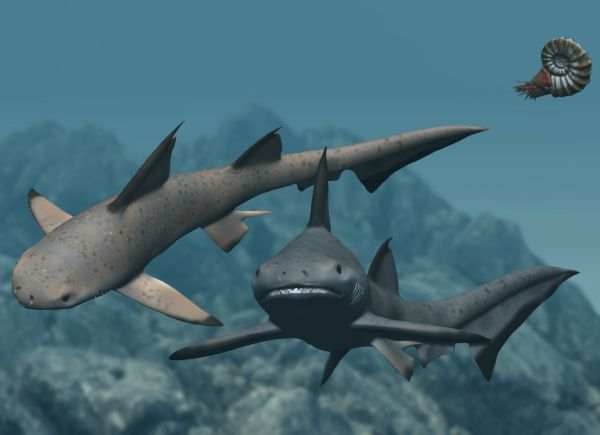
Reconstitution de deux Hybodus avec une ammonite.

Ce cousin du requin, dont la taille pouvait atteindre 2 m, vivait dans la même zone géographique que l'imposant reptile marin Liopleurodon (qui pouvait mesurer jusqu'à 6 m) et des crocodiles marins adaptés à la vie en haute mer. À cette époque les requins n'étaient pas les prédateurs suprêmes et craignaient les grands reptiles marins dont ils étaient les proies.

## Espèces
Des dizaines d'espèces ont été créées, souvent à partir de dents isolées, parmi lesquelles :
- Hybodus houtienensis
- ? Hybodus butleri
- ? Hybodus obtusus
- Hybodus fraasi
- ? Hybodus parvidens
- Hybodus plicatilis (espèce type)
- ? Hybodus rajkovichi
- ? Hybodus montanensis

## Culture populaire
Hybodus apparaît dans le jeu Jurassic Park 3: Park Builder, où il est la créature marine piscivore la plus puissante.